# MycoBank
MycoBank is een online database waarin nieuwe mycologische namen en combinaties worden vastgelegd, eventueel gecombineerd met beschrijvingen en illustraties. Het wordt gerund door het Westerdijk Fungal Biodiversity Institute in Utrecht.
Elke nieuwe soort krijgt, na te zijn gescreend door nomenclatuurexperts en in overeenstemming gevonden met de ICN (Internationale Code van Nomenclatuur voor algen, schimmels en planten), een uniek MycoBank-nummer voordat de nieuwe naam geldig wordt gepubliceerd. Dit nummer kan vervolgens door de naamgevende auteur worden vermeld in de publicatie waarin de nieuwe naam wordt geïntroduceerd. Pas dan wordt dit unieke nummer openbaar in de database.
Door dit te doen, kan dit systeem helpen bij het oplossen van het probleem om te weten welke namen geldig zijn gepubliceerd en in welk jaar.
MycoBank is gekoppeld aan andere belangrijke mycologische databases zoals Index Fungorum, Life Science Identifiers, Global Biodiversity Information Facility (GBIF) en andere databases. MycoBank is een van de drie nomenclatuurrepository's die worden erkend door het Nomenclature Committee for Fungi; de andere zijn Index Fungorum en Fungal Names.